# Rhynchobatus sp. nov. A
The roughnose wedgefish (Rhynchobatus sp. nov. A) là một loài cá thuộc họ Rhynchobatidae. Nó được tìm thấy ở Indonesia và Singapore. Các môi trường sống tự nhiên của chúng là open seas, shallow seas, coral reefs, estuarine waters, and coastal saline lagoons. Nó bị đe dọa do mất môi trường sống.